# جمهوری اسلواکی (۱۹۳۹–۱۹۴۵)
(نخستین) جمهوری اسلواکی(زبان اسلوواک:(Prvá) Slovenská republica دولت متکی آلمان نازی بود که از ۱۴ مارس ۱۹۳۹ تا ۴ آوریل ۱۹۴۵ وجود داشت. این دولت بر بیشتر مناطق امروزی اسلواکی به جز بخش‌های جنوبی و شرقی آن که در سال ۱۹۳۸ به پادشاهی مجارستان (۱۹۲۰–۱۹۴۶) واگذار شده بود، حکومت می‌کرد. این کشور با دولت آلمان، بوهم و موراویا، لهستان و مجارستان هم‌مرز بود.

آلمان جمهوری اسلواکی را به عنوان ایالتی دیگر به رسمیت شناخت که شامل دولت موقت جمهوری چین، دولت مستقل کرواسی ، السالوادور، استونی، پادشاهی ایتالیا، پادشاهی مجارستان (۱۹۲۰–۱۹۴۶)، امپراتوری ژاپن، لیتوانی، مانچوکوئو، پادشاهی رومانی، اتحاد جماهیر سوسیالیستی شوروی، سوئیس و واتیکان می‌شد. بیشتر کشورهای متفق جنگ جهانی دوم دولت اسلواکی را به رسمیت نشناختند. البته جماهیر شوروی پس از همکاری اسلواکی در عملیات بارباروسا این کشور را به رسمیت شناخت.

## ایجاد جمهوری
پس از توافقنامه مونیخ اسلواکی در حکومت چک‌اسلواکی به خودمختاری دست پیدا کرد و سرزمین‌های جنوبی را به مجارستان داد. آدولف هیتلر به عنوان پیشوای نازی آماده بسیج قلمرو چک و ایجاد بوهم و موراویا بود و تا به حال برنامه‌های مختلفی برای اسلواکی داشته‌است. مقامات آلمان در ابتدا با اطلاعات غلط از سوی مجارها مبنی بر پیوستن اسلواک‌ها به مجارستان دریافت می‌کردند، بدین ترتیب آلمان تصمیم گرفت حکومتی دست‌نشانده و تحت تأثیر آلمان نازی در اسلواکی ایجاد کند که پایگاه مهمی برای حمله آلمان به لهستان و دیگر مناطق بود.

در ۱۳ مارس ۱۹۳۹ هیتلر از یوزف تیسو (نخست‌وزیر سابق اسلواکی که چند روز قبل توسط سربازان چک‌اسلواکی عزل شده بود) دعوت کرد تا به برلین بیاید و از او خواست تا استقلال اسلواکی را اعلام کند. هیتلر افزود اگر موافقت نکند، او هیچ علاقه‌ای نسبت به سرنوشت اسلواکی ندارد. در طول جلسه یواخیم فون ریبنتروپ در گزارشی ادعا کرد نیروهای مجارستان به مرزهای اسلواکی نزدیک شده‌اند. تیسو تصمیم در این مورد را به خود او سپرد و سپس هیتلر اجازه داد جلسه‌ای پارلمانی تشکیل شده و استقلال اسلواکی اعلام شود.

در ۱۴ مارس پارلمان اسلواکی برگزار شد و تیسو گزارش جلسه خود با هیتلر و بیانیه احتمالی استقلال را خواند. برخی از نمایندگان از چنین حرکتی شک داشتند با توجه به این که اسلواکی بیش از حد کوچک است و یک اقلیت قوی (مجارهای اسلواکی) نیز در آن وجود دارد. بحث به سرعت به جایی رسید که فرانتس کارماسین رهبر اقلیت آلمانی در اسلواکی گفت هرگونه دیرکرد در این مسئله موجب تقسیم اسلواکی بین آلمان و مجارستان می‌شود. تحت این شرایط پارلمان به اتفاق آرا اعلام استقلال اسلواکی را اعلام کرد که برای نخستین بار در تاریخ این کشور محسوب می‌شد. یوزف تیسو به عنوان نخستین نخست‌وزیر در جمهوری جدید منصوب شد. روز بعد تیسو تلگرافی برای رایش فرستاد مبنی بر حمایت جدی از دولت تازه تأسیس که پذیرفته شد.

## جنگ اسلواکی-مجارستان
در ۲۳ مارس ۱۹۳۹ مجارستان به اسلواکی حمله کرد و حدود ۱٬۶۹۷ کیلومترمربع و ۷۰٬۰۰۰ نفر از مردم اسلواکی را تحت حاکمیت خود درآورد.

## تقسیمات کشوری
- شهرستان براتیسلاوا با مساحت ۳٬۶۶۷ کیلومترمربع و جمعیت ۴۵۵٬۷۲۸ نفر دارای ۶ ناحیه می‌باشد  : براتیسلاوا، مالاتسکی، مدرا، سنیتسا، سکالیتسا، ترناوا.
- شهرستان نیترا با مساحت ۳٬۵۴۶ کیلومترمربع و جمعیت ۳۳۵٬۳۴۳ نفر دارای ۵ ناحیه می‌باشد  : هلهوتس، نیترا، پریه‌ویدزا، تپلچانی، زلاته مراوتسه.
- شهرستان ترنچین با مساحت ۵٬۵۹۲ کیلومترمربع و جمعیت ۵۱۶٬۶۹۸ نفر دارای ۱۲ ناحیه می‌باشد  : بانوتسه ناد ببراوو، چادتسا، ایلاوا، کیسوتسکه نوه مستو، مییاوا، نوه مستو ناد واهم، پیه‌شتانی، پواژسکا بیستریتسا، پوخو، ترنچین، بیتچا، ژیلینا.
- شهرستان تاترا با مساحت ۹٬۲۲۲ کیلومترمربع و جمعیت ۴۶۳٬۲۸۶ نفر دارای ۱۳ ناحیه می‌باشد  : دلنی کوبین، گلینتسا، کژمارک، لوچا، لیپتوسکی میکولاش، نامستوو، پوپراد، روژمبرک، سپیشسکا نوا وس، سپیشسکا ستارا وس، ستارا لوبونیا، ترستنا، مارتین، اسلواکی.
- شهرستان ساریس ژمپلین با مساحت ۷٬۳۹۰ کیلومترمربع و جمعیت ۴۴۰٬۳۷۲ نفر دارای ۱۰ ناحیه می‌باشد  : باردیو، گیرالتوتسه، هومننه، مدزیلابرتسه، میخالوتسه، پرشوف، سابینو، ستروپکو، تربیشو، ورانو ناد تپلیو.
- شهرستان هرون با مساحت ۸٬۵۸۷ کیلومترمربع و جمعیت ۴۴۳٬۶۲۶ نفر دارای ۱۲ ناحیه می‌باشد  : بانسکا بیستریتسا، بانسکا شتیاوینتسا، برزنو، دبشینا، هنوشتا، کرمنیتسا، کروپینا، مردی کامن، نوا بانا، رووتسا، زولن، لووینوبانا.

## پایان جمهوری
پس از قیام ملی ضدنازی در اوت ۱۹۴۴ آلمان این کشور را اشغال کرد که در نتیجه استقلال خود را از دست داد. سربازان آلمانی به تدریج توسط ارتش سرخ از این منطقه رانده شدند. سرزمین‌های آزاد شده به یخشی از چک‌اسلواکی الحاق گشتند. نخستین جمهوری اسلواکی در ۴ آوریل ۱۹۴۵ هنگامی که ارتش سرخ آن را فتح کرد نابود شد.

## نگارخانه

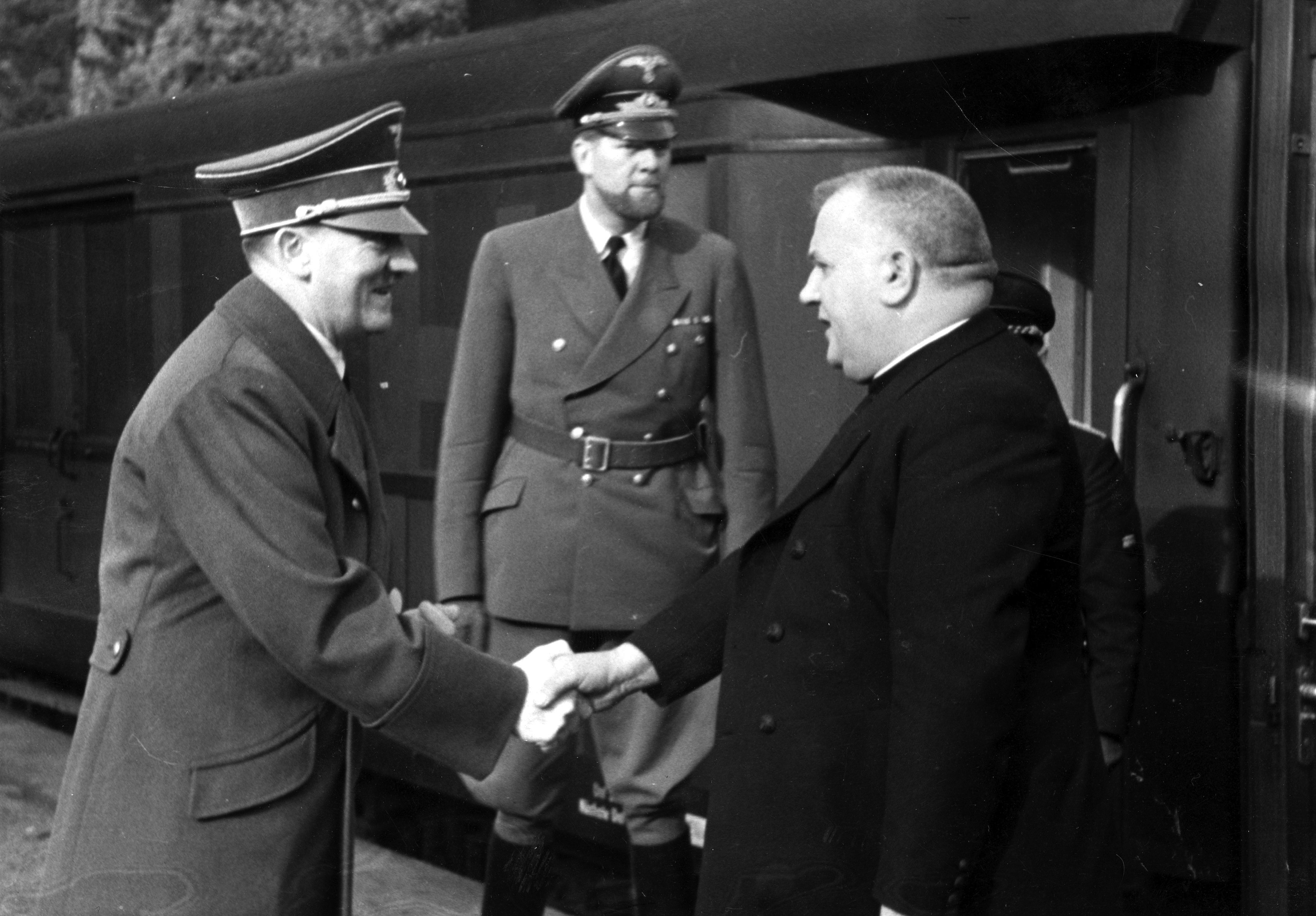
آدولف هیتلر و یوزف تیسو در برلین
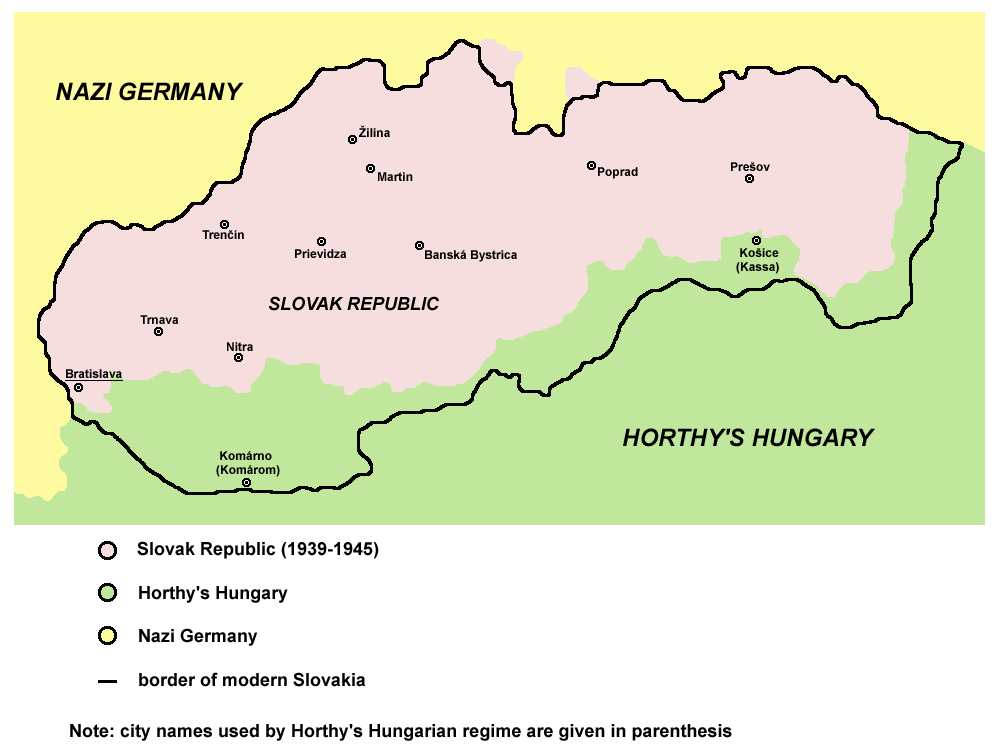
اسلواکی در ۱۹۴۱
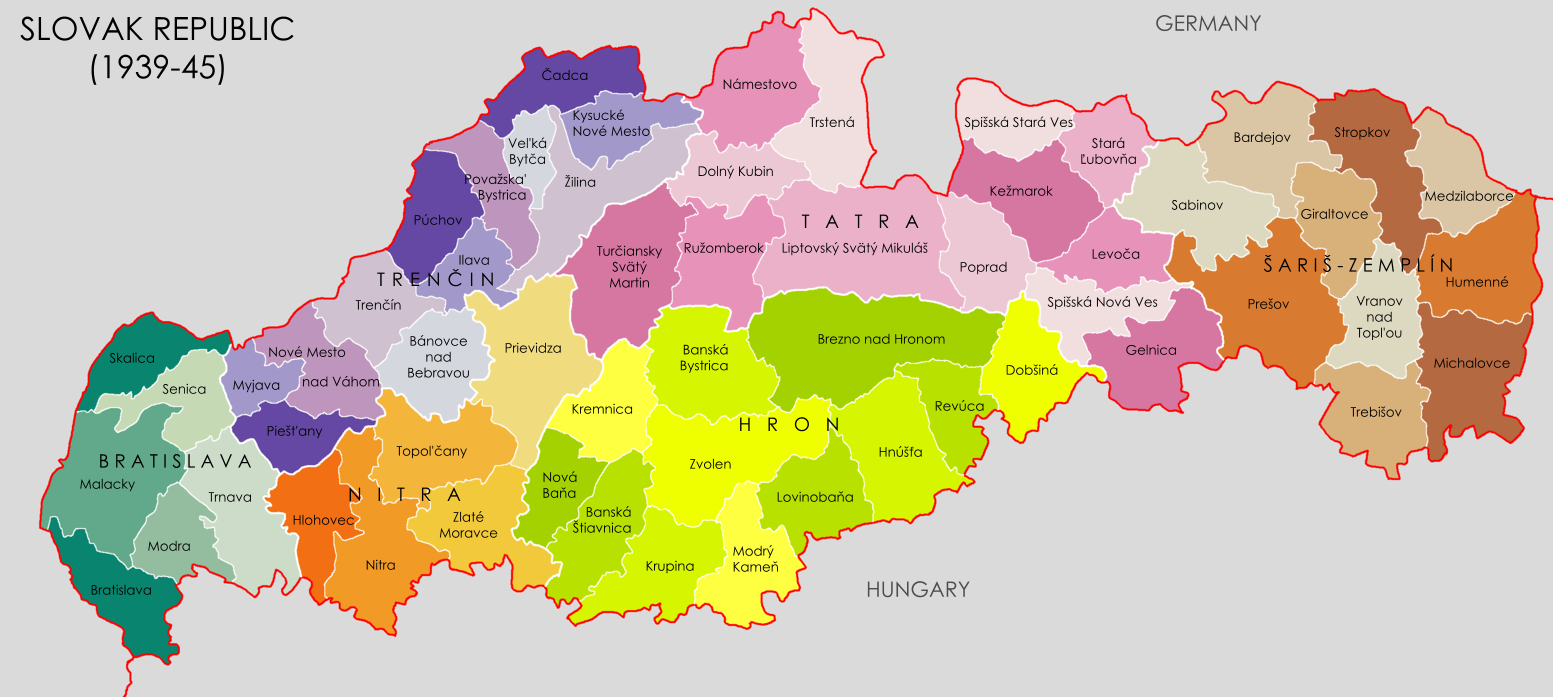
اسلواکی در ۱۹۴۴
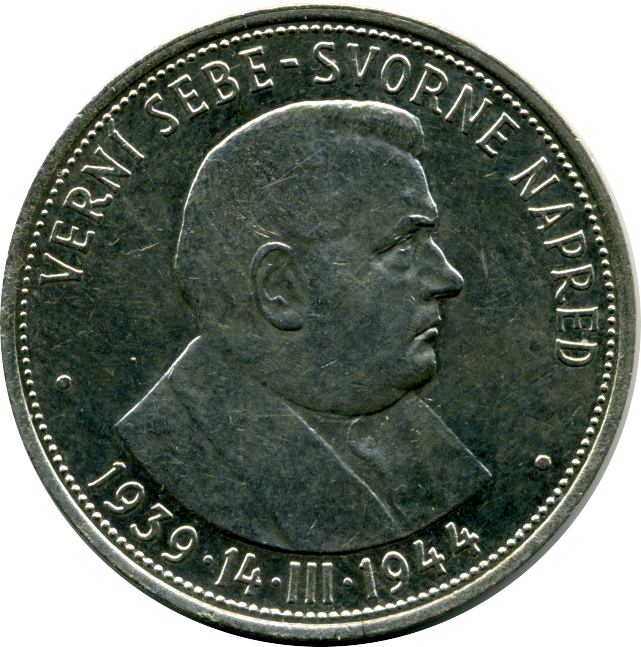
کرونای اسلواکی با تصویر یوزف تیسو